# Joseph Pace
Joseph Pace (Morbegno, 18 de novembro de 1959) é um pintor e escultor italiano. 
Começou seus estudos no Zaire e depois mudou-se para Roma e Paris.

## Vida
Joseph Pace nasceu em 18 de novembro de 1959. Vive e trabalha em Roma onde fez sua formação artística. 
Neto do pastor protestante Camillo Pace, Pace cresce no Zaire' onde seu pai Aurelio Pace, historiador da África, trabalha para la UNESCO com o poeta Jacques Garelli, cujos poemas tiveram significativa importância na sua formação. ' Iniciou-se na artes figurativas impulsionado por sua mãe Franchina Cardile, pintora, e por seu tio Antonio Cardile, conhecido artista da Escola Romana. Formou-se na Universidade de Roma "La Sapienza" e na Sorbona de Paris. '
Joseph Pace é um dos líderes do "Filtranisme",'' movimento filosófico e artístico do qual também participaram o poeta Pablo Maria Landi e o médico Jean-Marc Mayenga. O movimento surgiu em Paris na metade dos anos 1980, representando uma prática artística com visão antiglobalista da vida, relacionada ao gestualismo, ao informalismo filtranista e ao expressionismo abstrato. 
Na década de 1980, Pace trabalhou em Paris aonde, em julho de 1987, com Mayenga e Landi, escreve o primeiro manifesto do Filtranismo. No mesmo ano se torna amigo do artista multimídia e fotógrafo Sergio Valle Duarte e, devido à sua vivência no Congo, do escritor Albert Russo. Em fevereiro de 1988,  organiza a mostra de pintura e poesia Paysages Filtranistes na galeria Hulot, que resume o status quo dos dogmatismos abstratos. 
No verão de 1990 em Roma, significativa foi a reunião do artista com o sociologo do conhecimento e amigo da família Kurt Heinrich Wolff '' sobre as questões epistemologicas de "rendição e captura" (surrender and catch) desenvolvidas por Wolff , que marca por Pace a passagem do figurativismo ao informalismo. 
Poucos meses antes, em janeiro de 1990, em sua casa em Roma, assinam a declaração de fundação do grupo ampliado dos Filtranistas.
De 1996 até 2008 Pace foi acadêmico  na Faculdade de Sociologia da Universidade de Roma "La Sapienza" da Sociologia do conhecimento e da História da sociologia
Em 2007, foi utilizada para Joseph Pace a definição de artista "informalista filtranista".  '' 

## Obra
Inspirado por fontes diversas como a moda,  a história, a filosofia, a música eletrônica e las artes decorativas, Pace usa diferentes técnicas, ' como a pintura, l’assemblage, a escultura, a gravura eletrônica e a fotografia, influenciado pela iconografia da sociedade de massas, a filosofia e a psicanálise.  '
Recuperando também bases e materiais já em uso, como joias de bijuteria vintage, madeira, ferro o prateleiras de vidro de geladeira, o artista também usa tintas e pinturas onde superfícies de cores e linhas monocromáticas unem-se a um brilho que evoca cores ainda frescas.' 
O erudito trabalho de Pace oferece um caminho artístico e intelectual através do qual o artista reinterpreta muitas de nossas realidades psíquicas. '
No primeiro período figurativo (1977/1990) realiza “Paysages Filtranistes” e “Linoleum”. Em seguida, no passagem do figurativismo ao informalismo (1990/1992) com o ciclo de "Legni" (Madeiras) e depois com os estudos Factor C em 1993 começa a realizar um trabalho de classificação de imagens do inconsciente coletivo. A ultima série, "IDM" (Inflexibilidade da memória) é também o início do ciclo, "ATONS" ', dedicado à la música eletrônica e techno. Com um parcial retorno ao figurativo Joseph Pace trabalha tambem nas séries "ENGRAVING" (grandes incisões eleboradas com o computador) ' ' e "MIDAS" (grandes assemblagems de joias de bijuteria vintage).  

## Exposições (seleção)
Desde as "Instalações Filtranistes" de 1988 na Galeria Hulot em Paris, o trabalho de Pace foi amplamente exibido em exposições individuais e coletivas.
As suas exposições pessoais incluem: o Museu de Arte do Parlamento de São Paulo  ' ' (2010), o CRC de São Paulo  ' (2010), o Teatro municipal de Jaguariúna  ' (2011), Forte Sangallo  ' de Nettuno (2011). Na ocasião da Copa do Mundo de Futebol Brasil 2014, para o Museu Afro Brasil de São Paulo realiza uma escultura de jóias (série MIDAS) que foi presentada na exposição "O Negro no Futebol Brasileiro - A arte, os artistas". Em 2014, o Museu Boncompagni Ludovisi da Galeria National de Arte Moderna e Contemporânea de Roma organiza a exposição “Joseph Pace, L’Eva Futura” (2014-2015).   Em 2015, o Museu Venanzo Crocetti apresenta a retrospectiva "Joseph Pace Filtranisme”. No mesmo ano em São Paulo, para celebrar a Festa della Repubblica Italiana, foi organizada uma sua exposição na Galería Edmondo Biganti do Circolo Italiano (Edifício Itália). Sempre em 2015 participa da Bienal Internacional de Arte Contemporânea de Florença. Em 2016 eu seu trabalho foi apresentado na Universidade de Veneza Ca ‘Foscari. Em 2018 o Instituto de Recuperação do Patrimônio Histórico do Estado de São Paulo organiza na Câmara Municipal de Itapevi a exposição “Emoções Cósmicas de Joseph Pace”. Em novembro do mesmo ano, suas esculturas foram objeto de uma grande exposição personal no Panteão de Roma, Basílica Santa Maria ad Martyres, Polo Museale del Lazio, Ministero per i beni e le attività culturali, intitulada "Joseph Pace, Sacra Sacrorum" (2018-2019).    Em março de 2019, "Sacra Sacrorum" foi apresentada na Biblioteca Historica Nacional da Agricultura do Ministério da Agricultura em Roma.     Depois de uma segunda exposição realizada em Marzo 2020 na Câmara Municipal de Itapevi do Estado de São Paulo intitulada "Joseph Pace, Entre o Informal e a Pop Arte", em tempo de Pandemia de COVID-19 no Brasil, em Outubro 2020, o Conselho Regional de Contabilidade do Estado de São Paulo organiza uma "Exposição de Arte Virtual Online" dedicada ao seu trabalho, "A Expressividade de Joseph Pace na criação de suas joias esculturais". Em 2021, o  Panteão de Roma, Basílica de Santa Maria ad Martyres, da Direção dos Museus Estaduais de Roma, apresenta “Joseph Pace, Ave Crux, Spes Una”, a nova exposição itinerante de Arte sacra de l' artista, dedicado ao  crucifixo. A obra “Cruz Processional”, uma cruz processional de grandes dimensões, permanecerá na  coleção permanente de obras de arte do Panteão.    En noviembre de 2021 “Ave Crux, Spes Una” viajou para a Basílica de São Lourenço em Lucina em Roma. Em julho de 2022 o Museu Arqueológico Nacional de Civitavecchia apresenta a exposição "Luxarchaeology" dedicada à obra do artista.  Em outubro do mesmo ano o Museu Boncompagni Ludovisi de Artes Decorativas inaugurou a exposição "Il gioiello nella moda e nell'arte". 

As suas exposições colectivas incluem: o Museu Diocesano de Amalfi  (2012), Forte Sangallo em Nettuno  (2012), a Embaixada da Itália em Brasília  ' ' (2013), o Museu Venanzo Crocetti em Roma  (2014), o Palazzetto dei Nobili em L’Aquila (2015),   a Bienal de Florença (2015),  no Castelo de Bari, Polo Museale della Puglia, Ministero per i beni e le attività culturali, (2019), Castelo de Copertino, Lecce, Polo Museale della Puglia, Ministero per i beni e le attività culturali, (2019-2020).      , Museu Boncompagni Ludovisi de Artes Decorativas, Direzione dei Musei Statali di Roma, Ministero della Cultura (2021), Basílica San Lorenzo in Lucina (2022).  O seu trabalho também foi apresentado na Exposição Universal de Sevilha de 1992, no Festival Internacional de Cinema de Ostia  (2009), no Paradiso sul mare de Anzio (2010). ‘